# Російське дворянство

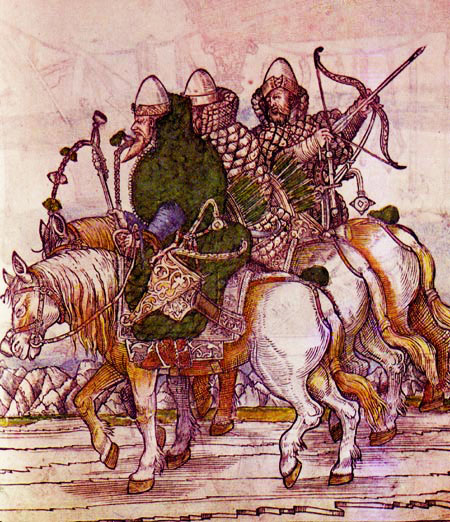
Московські дворяни у ватниках (1556, Rerum Moscoviticarum Commentarii).

Бал у Дворянському зібранні (1913) — наслідування французьких і німецьких традицій.

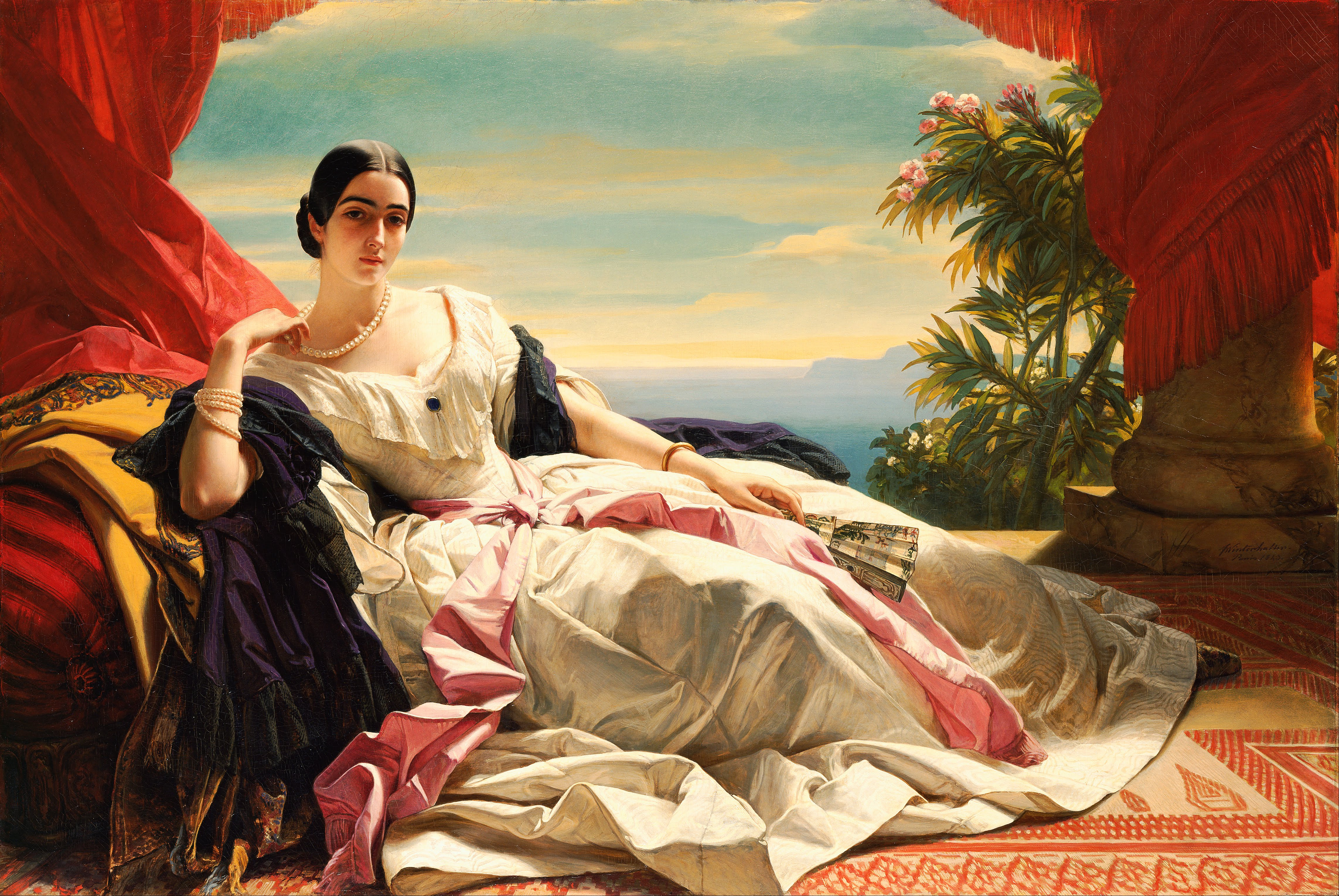
Леоніла Барятинська — російська князівна з староруського роду Барятинських, донька німкені Марії фон Келлер, дружина Лева Вітгенштайна, російського графа з німецького роду Вітгенштайнів.

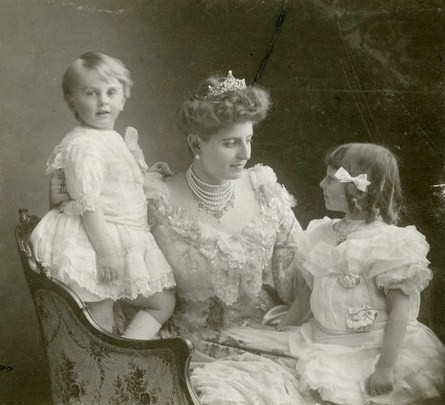
Софія Трубецька, представниця вірменського роду Багратіонів, дружина Сергія Трубецького, нащадка литовських князів Гедиміновичів.

Росі́йське дворя́нство (рос. Российское дворянство) — суспільний стан у Московській державі (XIV—XVIII ст.) і Російській імперії (XVIII—XX ст.). Формально, — дворові слуги (дворяни, служиві) московського царя, згодом — російського імператора.  Зазвичай, хоча не обов'язково, мали шляхетне походження. Становили провідну верству, з представників якої формувався державний апарат (чиновництво, офіцерство, духівництво тощо). Згідно з жалуваною грамотою дворянству від 1785 року поділялося на кілька категорій: 1) давнє або столбове (москвоські князі і бояри); 2) титуловане (князі, графи, барони); 3) іноземне; 4) спадкове і 5) особисте (за заслуги). Увібрало у себе панівні класи різних частин імперії: окрім власне старого московського дворянства (москвинів, рязанців, новгородців) і татарської знаті (казанців, астрахнців) включало у себе представників польсько-литовсько-руської шляхти, українського козацтва (запорожці, донці), німецького лицарства (ліфляндці, естляндці, курляндці), кавказької знаті (грузин, вірмен, осетинів), молдавських бояр тощо. За даними російського перепису 1897 року становили 1,5 % усього населення імперії.

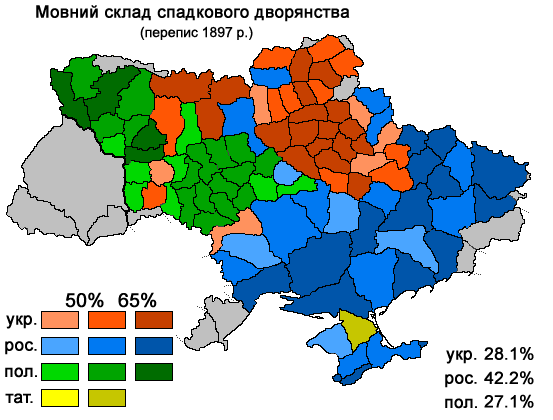
Мови дворянства в українських губерніях згідно перепису 1897 р.

## Класифікація

### Спадкове
Спадкове дворянство (рос. потомственное дворянство) — суспільний дворянський стан у Російській імперії. Спадкове дворянство, на відміну від особистого, передавалося нащадкам. Спадкове дворянство отримувалося:
- пожалуванням на розсуд монарху;
- чинами на дійсній службі;
- в результаті нагородження за «службові відзнаки» деякими орденами;
- нащадками особистих дворян і іменитих громадян за особливі відзнаки.

У 1722—1845 роках спадкове дворянство давалося за вислугу першого обер-офіцерського звання на військовій службі і чину колезького асесора на цивільній та при нагородженні будь-яким орденом Російської імперії (з 1831-го року — за винятком польського ордена Virtuti Militari).
У 1845—1856 роках — за вислугу чину майора і статського радника та за нагородження орденами Святого Георгія, Святого Володимира всіх ступенів і першими ступенями інших орденів.
У 1856—1900 роках — спадкове дворянство давалося особам, що дослужилися до чину полковника на військовій службі, капітана 1 рангу на морській службі, дійсного статського радника на цивільній службі.
У 1900—1917 року підвищився ценз для отримання дворянства за ордени: спадкове дворянство за орден Святого Володимира можна було отримати тільки починаючи з 3-го ступеня.

### Особисте
Особисте дворянство (рос. личное дворянство) — суспільний дворянський стан у Російській імперії, яким особа користувалася довічно, не передаючи його своїм нащадкам. Інститут особистого дворянства з'явився за часів Петра I з метою послабити замкнутість дворянського стану і дати до нього доступ особам нижчих класів.
До складу особистого дворянства долучалися внаслідок отримання на дійсній цивільній службі чинів 9-го класу (титулярний радник), військовій службі — першого обер-офіцерського чину (14-й клас), отримання орденів (Святої Анни II, III або IV ступеня, Святого Станіслава II або III ступеня, Святого Володимира IV ступеня) або на розсуд монарха. Особисте дворянство після смерті дворянина залишалося у його дружини, але не передавалося дітям.

### Монографії
- Беккер, С. Миф о русском дворянстве: Дворянство и привилегии последнего периода императорской России / пер. с англ. Мосвка. Новое литературное обозрение, 2004.
- История родов русского дворянства: в 2 кн. Москва, 1991.
- Корелин, А. П. Дворянство в пореформенной России. 1861—1904 гг. Состав, численность, корпоративная организация. Москва: Наука, 1979.
- Романович-Славатинский, А. Дворянство в России от начала XVIII в. до отмены крепостного права. Киев, 1912.
- Яблочков М. История дворянского сословия в России [Архівовано 15 вересня 2016 у Wayback Machine.]. Санкт-Петербург, 1876.

### Довідники
- Лазанська, Т. І. Дворянство [Архівовано 5 червня 2016 у Wayback Machine.] // Енциклопедія історії України : у 10 т. / редкол.: В. А. Смолій (голова) та ін. ; Інститут історії України НАН України. — К. : Наукова думка, 2004. — Т. 2 : Г — Д. — С. 301. — ISBN 966-00-0405-2.
- Лазанська, Т. І. Дворянство [Архівовано 10 червня 2016 у Wayback Machine.] // Енциклопедія сучасної України / ред. кол.: І. М. Дзюба [та ін.] ; НАН України, НТШ. — К. : Інститут енциклопедичних досліджень НАН України, 2001–2024. — ISBN 966-02-2074-X.
- Дворянство [Архівовано 4 травня 2021 у Wayback Machine.] // Українська мала енциклопедія : 16 кн. : у 8 т. / проф. Є. Онацький. — Накладом Адміністратури УАПЦ в Аргентині. — Буенос-Айрес, 1958. — Т. 2 : Д — Є, кн. 3. — С. 310-311. — 1000 екз.
- Дворянство // Энциклопедический словарь Брокгауза и Ефрона : в 86 т. (82 т. и 4 доп. т.). — СПб., 1890—1907. (рос. дореф.)